# Christophe Lemaitre
Christophe Lemaitre (Annecy, 1990. június 11. –) Európa-bajnok francia atléta, futó. 100 méteren 9,92 másodperces eredménnyel a francia rekord birtokosa, továbbá ismert még mint az első fehér bőrű ember, aki tíz másodpercen belül futott ezen a távon.

## Pályafutása

### 2008–2009
20,83-as eredménnyel megnyerte a 200 méteres síkfutás versenyét 2008-ban a junior világbajnokságon, majd a 2009-es junior Európa-bajnokságon 10,04-es új junior európai rekorddal lett aranyérmes 100 méteren.

### 2010

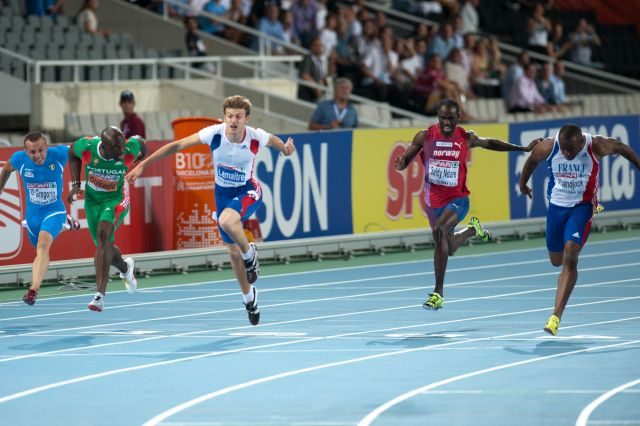
Lemaitre (középen) a barcelonai Európa-bajnokságon, a 100 méteres síkfutás döntőjében

A 2010-es szabadtéri szezont egy 10,09-es időeredménnyel nyitotta Aix-les-Bains-ben. Májusban 10,03-as új egyéni legjobbat futott, ennek ellenére némiképp elégedetlenül nyilatkozott: „Kissé csalódott vagyok. Szerettem volna 10 másodperc alatt teljesíteni (a francia rekord ekkor 9,99 volt, melyet még Ronald Pognon futott 2005-ben), de lesz még alkalmam megpróbálni.” A június végén rendezett csapat Európa-bajnokságon tovább javította saját csúcsát, miután 10,02-dal másodikként zárt a brit Dwain Chambers mögött.
Július 9-én, a francia bajnokságon futott először tíz másodpercen belül. 9,98-as eredményével első fehérként, abszolút hetvenegyedikként lépte át a tíz másodperces határt. „Az egyik célom az volt, hogy tíz alatt fussak, a másik pedig az, hogy egyike legyek a világ legjobbjainak. Mindenki úgy fog ismerni, mint az első fehér ember, aki megfutotta ezt, de ez sokkal inkább magamnak lesz történelem. Ez nem a színekről szól, hanem a kemény munkáról.” – mondta Lemaitre saját teljesítményéről. Egy nappal később 200 méteren is új francia rekordot futott 20,16-dal. Igaz, e rekordot Gilles Quénéhervé-el együtt, azonos időeredménnyel tartja.
Első felnőtt sikereit a barcelonai Európa-bajnokságon szerezte. 10,11-es idővel előbb százon, majd 20,37-dal 200-on nyert aranyat. Ez utóbbin mindössze 0,1 százados előnyben lett bajnok a brit Christian Malcolmmal szemben. Jimmy Vicaut, Pierre-Alexis Pessonneaux és Martial Mbandjock társaként részt vett a négyszer százas váltóversenyben is, ahol harmadik aranyérmét is megszerezte a bajnokságról. Augusztus 29-én, egy Reitiben rendezett IAAF-versenyen újra megfutotta a 9,98-as legjobbját, majd egy nappal később 9,97-re javította azt.
Az év végén őt választották az Év Európai Atlétájának.

### 2011

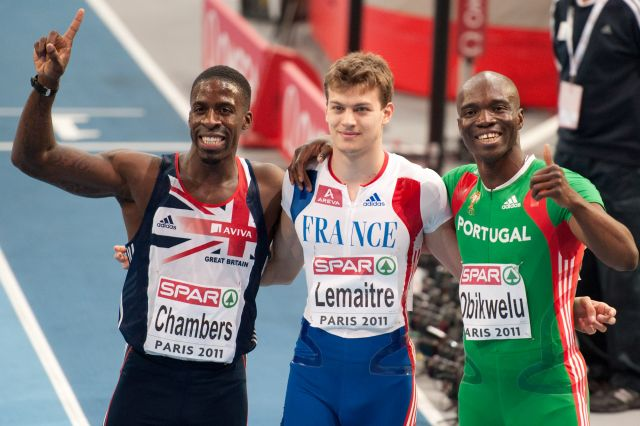
Obikwelu és Chambers társaságában a fedett pályás Európa-bajnokságon

A márciusi fedett pályás Európa-bajnokságon 6,55-ös új egyéni csúccsal jutott be a döntőbe, ahol 6,58-as futással harmadikként ért célba a portugál Francis Obikwelu és a brit Dwain Chambers mögött. Két hónappal később, az IAAF Diamond League sorozat Golden Gala versenyén Usain Bolt és Asafa Powell ellen futott a döntőben. Végül kerek 10 másodperces eredményével 0,1-es különbségen belül zárt a két jamaicai mögött, és lett bronzérmes.
Június 7-én előbb 9,96-ra, majd 18-án, a csapat Európa-bajnokságon 9,95-re javította saját rekordját.
Lemaitre folytatta remek szereplését, és július 29-én tovább faragta az idejét 100 méteren. A francia bajnokságon, Albi városában 9,92 másodperc alatt teljesítette a távot.

## Egyéni legjobbjai
| Versenyszám          | Időeredmény | Szélsebesség | Helyszín | Dátum               |
| -------------------- | ----------- | ------------ | -------- | ------------------- |
| 50 méteres síkfutás  | 5,71        |              | Liévin   | 2010. március 5.    |
| 60 méteres síkfutás  | 6,55        |              | Aubière  | 2010. február 13.   |
| 100 méteres síkfutás | 9,92 NR     | +2,0 m/s     | Albi     | 2011. július 29.    |
| 200 méteres síkfutás | 19,80 NR    | +0,8 m/s     | Tegu     | 2011. szeptember 3. |

magyarázat: NR = országos rekord